# Gianni Mantero
Gianni Mantero (Novi Ligure, 10 gennaio 1897 – Cernobbio, 30 maggio 1985) è stato un ingegnere, architetto, incisore, collezionista di ex libris e grafica d'arte, italiano fra i principali esponenti dell'architettura comasca e dell'exlibrismo europeo.

## Biografia

### La famiglia
Gianni Mantero, all’anagrafe Giovanni Luigi, è figlio di Enrica Sovera e di Carlo, imprenditori tessili con un piccolo laboratorio di maglieria, e annesso negozio, ed è l’ottavo e ultimo di otto fratelli.
Il primogenito Giuseppe Camillo (Novi Ligure, 12 settembre 1876 – Como, 17 agosto 1951), che in seguito cambia il nome in Riccardo, nel 1895 parte in bicicletta con una piccola valigia, alla volta di Como in cerca di fortuna. Non sono note le motivazioni che spingono Riccardo a lasciare giovanissimo la famiglia. Il distretto comasco del tessile è fiorente ma Riccardo di seta non ne sa niente e il primo lavoro che svolge è quello di carbonaio. In seguito è occupato nella ditta di tessitura Camozzi-Rosasco e poi nell’azienda Bosisio-Camani-Cattaneo con la mansione di rappresentante-venditore di “tessuti lisci e operati” (peculiarità della casa), ed è operativo sulla piazza di Milano.
Il contatto diretto con i clienti gli permette ben presto di conoscere le loro aspettative e contemporaneamente impara a giudicare le caratteristiche fisiche e figurative del prodotto proposto, affinando il tatto e l’occhio. Provvisto di un innato istinto mercantile e con l’aiuto di uno dei soci, Luigi Cattaneo, col quale ha un buon rapporto e che lo aiuta anche a trovare i setaioli in grado di soddisfare le richieste non presenti nei campionari delle grandi aziende, nel 1902 si mette in proprio fondando la “Ditta Riccardo Mantero”. Il brand è tuttora ai vertici della propria categoria.
In seguito tutta la famiglia si trasferisce a Como e buona parte di essa, tranne Gianni, è coinvolta a vario titolo nell’azienda.

### Gli studi
Terminato il liceo e poco interessato ad un impiego nell’azienda del fratello Riccardo, Gianni s’iscrive nel 1913 all’Accademia di belle arti di Brera a Milano, per il biennio obbligatorio per gli studenti di ingegneria civile. Terminato il biennio, sospende gli studi a causa della guerra che lo vede arruolato, col grado di sottotenente, nel Reggimento Genio Zappatori della Divisione Mantova, e destinato inizialmente sul fronte trentino e nel 1917 in prima linea nella zona del Carso. È fatto prigioniero e trasferito in un campo prigionia in Ungheria dov’è lungamente ricoverato in ospedale per farlo rimettere in buone condizioni. Qui conosce giovani ingegneri austriaci, tedeschi e polacchi che ritroverà negli anni ’30 nell’ambito del Movimento Moderno.
Torna a casa nel 1919 e riprende gli studi completando il triennio di Ingegneria Civile e laureandosi nel 1922 al Regio Istituto Tecnico Superiore, in seguito Politecnico di Milano, con una tesi discussa innanzi a uno dei più solerti architetti milanesi del periodo: Giovanni Muzio che resterà un riferimento importante per alcuni anni.

### La maturità
Nel 1927 sposa Margherita Perti, con la quale ha due figli: Edoarda ed Enrico.
Gianni Mantero è uno dei cittadini italiani che anche a causa della sua classe di nascita, si ritrova coinvolto anche nella seconda guerra mondiale. È richiamato con il grado di Capitano nel Reggimento Genio Pontieri della ricostituita Divisione Mantova, che nel gennaio 1943 è dislocata in Calabria con compiti di difesa costiera. Dopo l’8 settembre rimane bloccato in zona con i suoi Genieri, sino al termine della guerra. Fa ritorno a Como nel 1945.

### Il secondo dopoguerra
Gli anni della ricostruzione lo vedono impegnato nella consueta professione di ingegnere. In seguito è affiancato anche dal giovane architetto e figlio Enrico, fin dai primissimi anni ’60. Nella seconda metà dello stesso decennio abbandona il lavoro per dedicarsi quasi esclusivamente alla passione per la grafica d'arte e per la raccolta di ex libris.

## Attività professionale
Dopo la laurea inizia presto l’impegno professionale di ingegnere civile. Utilizza i disegni della tesi di laurea per il progetto di costruzione della sede della “Ditta Riccardo Mantero” e anche di residenza familiare. Su un terreno di proprietà in Via Volta, il 15 luglio 1922 è posata la prima pietra della palazzina in stile lombardo-medioevale che sarà ultimata l'anno successivo.
Segue nel 1925-1926 l'accurata risoluzione eclettica del palazzo ad appartamenti signorili Barazzoni, dal nome dei committenti, dove «… s'avverte nei suoi lavori un desiderio di “purificazione” attraverso i modi di un neo classicismo alquanto manierato, però rispettoso delle buone regole del costruire e della dignità dell'edificio.»
Un deciso mutamento di stile operato da Mantero nel 1928, è la realizzazione della sede dei Magazzini Mantovani e delle residenze soprastanti, primo centro commerciale della città con scala mobile. È l’addio consapevole all’Eclettismo e l’inizio della sua ricerca di interprete del pensiero di Adolf Loos.
Nel 1929 è chiamato dall’architetto Giuseppe Terragni nella contro-commissione composta da intellettuali, artisti, industriali, oltre che da competenti in materia architettonica, che ha l’obiettivo di opporsi alla campagna denigratoria originata dalle irregolarità del Novocomum, edificio appena costruito che rischia già di essere demolito.
In questa occasione, Mantero si avvicina al gruppo dei razionalisti comaschi, capitanati dal Terragni, che si concretizza in occasione della IV Esposizione Internazionale d’Arte Decorativa di Monza del 1930, partecipando alla realizzazione collettiva di una sartoria moderna e occupandosi in particolare del progetto della sala della biancheria.
Una delle opere realizzate da Gianni Mantero che ha avuto un largo consenso è la sede della Canottieri Lario, ultimata nel 1931, che è di fatto un "omaggio" all'altro suo grande Maestro Walter Gropius. Commissionata dal Comune di Como grazie anche al lascito di Antonietta madre di Giuseppe Sinigaglia, più volte campione di canottaggio caduto in guerra, la sede della Canottieri Lario soddisfa tutti i caratteri essenziali della nuova architettura razionalista. In quest’opera, Mantero trova il giusto equilibrio tra forma architettonica e l’utilizzo cui è destinato l’edificio.
Nel 1933, insieme al Gruppo 7 di Terragni e con il lecchese Mario Cereghini, realizza la “Casa sul lago” nell’ambito della V Triennale di Milano, che ha luogo nel nuovo Palazzo dell'Arte che Giovanni Muzio sta costruendo all’interno del Parco Sempione. Ideata per rappresentare una costruzione sperimentale di casa per vacanze di artisti, da costruire sull’isola Comacina, per la Triennale è realizzata con una gabbia lignea e alla fine della manifestazione è in seguito smontata.
Altri progetti di una certa rilevanza portati a termine negli anni seguenti sono la realizzazione della Casa del Balilla e il rifacimento dello Stadio Sinigaglia. Nel periodo successivo alla seconda guerra mondiale costruisce numerosi edifici per abitazione. Un altro fabbricato degno di nota è il Park Hotel Meublé di Como, realizzato nel 1960 con la collaborazione sostanziale del figlio Enrico.
Gianni Mantero è stato un laborioso ingegnere e architetto dai molteplici interessi culturali, che ha vissuto buona parte di quel XX secolo non per niente definito “il secolo breve” per i grandi sconvolgimenti, ma anche per i grandi progressi e le innumerevoli innovazioni. Egli non è totalmente ascrivibile a un determinato movimento architettonico, ma ha saputo partecipare con maestria e da protagonista, agli eventi dell’architettura moderna e del suo tempo.
In omaggio alla figura dell’ingegner Gianni e del figlio architetto Enrico Mantero, dal 8 giugno al 7 luglio 2011 è stata allestita una mostra nello Spazio Culturale Antonio Ratti (ex Chiesa di San Francesco) con diversi progetti di entrambi e un percorso all’aperto tra le architetture citate. Titolo della mostra: “MANTERO. Cento anni di architettura”.

### Parziale elenco di opere architettoniche realizzate[2]
- 1922-1923 Sede delle Seterie Mantero, via Volta, Como.
- 1925-1926 Palazzo Barazzoni, via Garibaldi angolo viale Varese, Como
- 1927 Cappella Nava, Cimitero di Civate (Lc)
- 1928-1932 Tennis Club Villa Olmo, Como
- 1929 Casa Campi ad Appiano Gentile (Co)
- 1930 Edicole funerarie Bini, Buzzi, Mantero, Pusterla e tomba Gilardoni, Cimitero Monumentale, Como
- 1930-1931 Ampliamento e ristrutturazione casa Albertini, via Zezio, Como
- 1930-1931 Casa Baragiola, via Vittorio Emanuele II, Como
- 1932-1933 Villa Pirovano, via Sant’Elia, Como
- 1934-1935 Casa Soc. An. Imm. Diana, via Mentana angolo via XX Settembre, Como
- 1936 Villa Carmela, Brunate (Co)
- 1936-1937 Casa Molteni Bettoni, via Parini, Como
- 1936-1937 Ristrutturazione casa Mantero, Stomaino, Cernobbio (Co)
- 1940-1941 Casa della Madre e del Bambino, via Italia Libera, Como
- 1946 Edificio S. Chiara, via Milano, Como
- 1946-1947 Ristrutturazione Villa Cavicchini, Roncate, Como
- 1946-1948 Ampliamento stabilimento Mantero, Menaggio (Co)
- 1947 Villa Ferrari, Argegno (Co)
- 1947-1952 Casa Marzorati-Ferrari, via Fratelli Cairoli, Como
- 1948-1949 Villa Sacchi, Moltrasio (Co)
- 1948-1950 Asilo Somaini, Lomazzo (Co)
- 1949-1960 INA-Casa Menaggio, Lomazzo, Oggiono, Porlezza (Co)
- 1953-1955 Quartiere “Maestri Comacini” Cooperativa Edificatrice, via Alciato, Como (con Silvio Longhi, Luigi Ponci, Luciano Trolli)
- 1954 Edificio, via Albertolli 9, Como (con Carlo De Piera)
- 1955 Oratorio, Rovenna, Cernobbio (Co)
- 1955-1965 Edificio residenziale, via Rosales, via Scalabrini e Edificio abitazioni e uffici, via Bellinzona, Como
- 1956-1958 Casa “La Benvenuta”, via Magenta, Como
- 1956-1962 Quartiere “Giussani” Cooperativa Edificatrice, via Zezio, Como (con Silvio Longhi, Luigi Ponci, Luciano Trolli)
- 1959-1962 Quartiere “Secondo Risorgimento” Cooperativa Edificatrice, via Briantea, Como (con Silvio Longhi, Luigi Ponci, Luciano Trolli)
- 1961-1965 Condominio San Rocco, viale Masia angolo via Recchi, Como
- 1962 Edificio residenziale, via Scalini, Como
- 1966 Scuola media, Albate, Como (con Enrico Mantero)

## Incisore e collezionista
Verosimilmente, Gianni Mantero conosce l’ex libris e la xilografia già durante il biennio di studi all’Accademia di Brera, tuttavia se ne appassiona durante la guerra, grazie alla conoscenza delle opere che Adolfo De Carolis ha realizzato per D’Annunzio.
Nel 1922 disegna il suo primo ex libris, l’iniziale M intrecciata a foglie, poi stampato per mezzo di un cliché.
Consigliato da due valenti xilografi Giulio Cisari e Bruno da Osimo, comincia a “grattar legni” e nel 1924 incide il primo ex libris a suo nome: un capitello bizantino, intagliato con la tecnica xilografica. Oltre ai buoni consigli, Giulio Cisari e Bruno da Osimo gli realizzano alcuni ex libris, che costituiscono il primo nucleo della nascente collezione.
Nel 1928 Giovanni Scheiwiller, direttore presso la Libreria Hoepli, informa Mantero che l’editore ha in cantiere un manuale sugli ex libris italiani, a cura di Jacopo Gelli, chiedendogli perciò d’inviare i suoi esemplari.
Mantero invia tre ex libris: uno di Bruno da Osimo e altri due “ipse fecit”. Il volume “Gli ex libris italiani” ha come sottotitolo “Guida del raccoglitore”, è pubblicato nel 1930 in seconda edizione di quella edita nel 1908 e presenta ben 1234 illustrazioni.
A pagina 279, alla voce Mantero Gianni, sono illustrati e descritti due ex libris. Il titolare di entrambi è Gianni Mantero, uno “ipse fecit”, con motto “accende lumen sensibus”, raffigura una lampada ad olio mentre l’altro è realizzato da Bruno da Osimo. In calce alla pagina è scritta la frase: “Il T., (titolare) ingegnere, ha nome di buon silografo” che insieme alla pubblicazione dell’indirizzo, dà il via a un nutrito giro di scambi con altri collezionisti che impegna Mantero nella commessa di nuovi ex libris ai migliori artisti del ramo.
Nel 1937 il mercante d’arte e promotore dell’ex libris Luigi Filippo Bolaffio (1909-1982), direttore della Galleria “Piccola Mostra” di Milano, insieme ai pittori Michel Fingesten e Attilio Cavallini fondano il “Gruppo italiano Ex Libris e Bianco e Nero“, allestendo numerose esposizioni di ex libris fino al 1943. Qui Mantero conosce il gruppo e in particolare Fingesten, al quale commissiona numerosi ex libris e condivide una sincera amicizia.
Gli eventi della guerra e le leggi razziali causano la disgregazione del gruppo in quanto tutti e tre hanno ascendenze ebraiche. Michel Fingesten, padre di religione ebraica e la madre Franziska (Fanny) Lion, discendente di una famiglia di origini valdesi di Trieste, il 9 ottobre 1940 è rinchiuso nel campo di Civitella del Tronto e in seguito dal novembre 1941 nel campo di internamento di Ferramonti di Tarsia, presso Cosenza, dove muore l’8 ottobre del 1943.
Bolaffio si rifugia presso parenti a Lenno e Cavallini si dà alla macchia anch’egli nella zona di Como, subito dopo la fine della guerra.
Nel marzo 1944, Mantero si reca al campo di Ferramonti dove apprende della sfortunata morte dell’amico e si occupa di dare una degna sepoltura nel cimitero di Cerisano.
Per Mantero, Fingesten ha realizzato almeno ottantasei ex libris e per la casa di campagna di Cernobbio ha affrescato l’intera parete del camino. Gli fornì anche gli indirizzi dei grandi collezionisti tedeschi e di tutta Europa coi quali avrebbe potuto fare gli scambi.

### La B.N.E.L. e i Congressi Europei
Terminata la guerra, già nel 1945 si riuniscono quarantotto appassionati e collezionisti di ex libris per l’assemblea costitutiva della B.N.E.L. – Bianco e Nero Exlibris e Libro Figurato, che diventerà ufficiale il 21 marzo 1947.
Già nel 1946 l’associazione indice tre concorsi di ex libris (compreso quello di Mantero per i suoi prossimi cinquant’anni) e pubblica tre numeri della rivista. Altri concorsi e altre riviste seguiranno nel corso degli anni. Mantero è eletto presidente nel 1948, tuttavia l’associazione si interrompe a causa di dissidi interni, dal 1950 al 1965.
Nel 1952 con un articolo scritto per l’annuario dell’Associazione exlibristica austriaca, Mantero propone l’incontro tra le varie associazioni exlibristiche nazionali, accompagnate da riunioni e da mostre di ex libris, da organizzare di volta in volta in nazioni diverse. L’anno seguente a Kufstein in Austria si tiene il primo “European Ex-libris Congress” che dal 1972 in avanti, allargando la partecipazione a tutto il mondo, diventerà l’“International Ex-libris Congress”. Il 28 luglio 1966 ad Amburgo nella Repubblica Federale Tedesca, in occasione del XI Congresso Europeo, è fondata la F.I.S.A.E. (Fédération International des Societés et Amateurs d’Exlibris) della quale Mantero è eletto presidente. In quel periodo lascia definitivamente l’attività professionale per dedicarsi esclusivamente al collezionismo di grafica ed ex libris d’arte.
Con la rinata associazione B.N.E.L (26 giugno ’65) di cui è presidente, organizza il Congresso di Como del 1968, durante il quale è presentato il primo volume della F.I.S.A.E., intitolato "Artisti dell'ex libris" contenente profili ed ex libris originali di 17 artisti.
Nel 1965 è pubblicato, a cura della Biblioteca del Exlibrista di Barcelona, un volume a lui e alla sua collezione dedicato, dal titolo Gianni Mantero. El Exlibris - Su coleccion a cura di Albert Collart, con testi in spagnolo, francese e italiano, contenente una ottantina di ex libris incollati e un elenco di 785 ex libris a lui intestati, dal 1922 al 1965. Il volume, tirato in centosessanta copie, riporta l’elenco delle diciotto associazioni exlibristiche di cui Mantero è membro.
Nel 1975 è allestita a Como una mostra di ex libris della sua collezione presso il Circolo Culturale Serre Ratti di Via Borgovico, dal 12 al 25 aprile. Il catalogo, corredato dal testo di Albero Longatti, contiene l’elenco degli ex libris e dei corrispondenti autori.
Per l’80º compleanno di Mantero nel 1977, ventotto artisti realizzano e donano 30 ex libris che formano un libro-cartella edito a cura della B.N.E.L. e tirato in 70 esemplari numerati, con testo in francese di Albert Collart.
Nel 1981, rimasto vedovo, si trasferisce presso il figlio Enrico, nella casa di Stomaino, a Cernobbio dove muore nel 1985.
Con lui, praticamente cessa l’attività anche la BNEL, a parte la cartella di undici artisti italiani per il XXI congresso di Utrecht del 1986, curata da P.L. Gerosa ed E. Navarra e il volume "Ex libris - Collezionisti e artisti italiani" dello stesso Gerosa, con 35 profili. Lo stesso anno è pubblicata la cartella "In memoriam Gianni Mantero" curata da C. Chiesa ed E. Guffanti con ex libris realizzati da sessanta artisti europei, tirata in cento copie per gli artisti e per una ristretta cerchia di enti e personalità benemerite nel campo exlibristico.
Gianni Mantero è ricordato quale promotore degli incontri fra i collezionisti di tutti i Paesi, allo scopo di abbattere con la conoscenza e la stima reciproca, ogni barriera nazionalistica ed è stato un generoso mecenate per tanti artisti di tutta Europa, commissionando loro ex libris, biglietti augurali, grafica libera.
Non è stato un collezionista di quantità ma piuttosto di qualità, segnando l’epilogo dell’ex libris da biblioteca, per un collezionismo di vere opere d’arte incisoria.

### Elenco di alcune opere grafiche realizzate da Gianni Mantero
| Anno | Titolare                      | Soggetto                               | Motto                                 | Tecnica               | Sigla | Misura mm |
| ---- | ----------------------------- | -------------------------------------- | ------------------------------------- | --------------------- | ----- | --------- |
| 1922 | Gianni Mantero                | Iniziale M intrecciata a foglie        |                                       | Cliché due colori     | P     | 75x54     |
| 1924 | Gianni Mantero Ing            | Capitello bizantino                    |                                       | Xilografia            | X1    | 110x71    |
| 1924 | Ing Gianni Mantero            | Ara con colonne architravate           | Ars ultima dea                        | Xilografia            | X1    | 100x70    |
| 1925 | Gianni Mantero Ingegnere      | Colonna con architrave                 | Altius tendo                          | Xilografia            | X1    | 77x64     |
| 1926 | Gianni Mantero                | Lampada ad olio                        | Accende lumen sensibus                | Xilografia            | X1    | 84x66     |
| 1927 | Gheri Perti                   | Lampada sospesa                        | Sic mea me lux                        | Xilografia            | X1    | 70x55     |
| 1927 | Luigia Perti                  | Lampada sospesa                        |                                       | Xilografia            | X1    | 55x90     |
| 1927 | Advocati Angeli Luzzanii      | Donna che trattiene una campana        |                                       | Xilografia            | X1    | 100x68    |
| 1927 | Advocati Dominici Rebuschinii | Cartella con cofanetto                 | Amo il lauro ma non disdegno il lauro | Xilografia            | X1    | 100x71    |
| 1928 | Gheri Mantero Perti           | Lampada ad olio con cartella           | Sic mea me lux                        | Xilografia            | X1    | 79x68     |
| 1928 | Gheri Mantero Perti           | Lampada ad olio                        | Sic mea me lux                        | Xilografia due colori | X1/2  | 65x40     |
| 1928 | Marga Barazzoni               | Vera da pozzo con due colonne          | Fit purior haustu                     | Xilografia            | X1    | 81x58     |
| 1929 | Gianni Mantero Ingegnere      | Cartella con vasi e fiori              |                                       | Xilografia            | X1    | 151x93    |
| 1930 | Gianni Mantero Ingegnere      | Edicoletta gotica                      |                                       | Xilografia            | X1    | 155x92    |
| 1931 | Ingegnere Gianni Mantero      | Inquadratura con fiori                 |                                       | Xilografia due colori | X1/2  | 135x94    |
| 1935 | Gianni Mantero Ingegnere      | Prospetto di casa moderna              |                                       | Cliché due colori     | X1/2  | 102x62    |
| 1937 | Lily Schönland                | Lampada ad olio con motto nella fiamma | Nichts bereuen                        | Xilografia due colori | X1/2  | 93x84     |

| Anno | Soggetto                     | Evento              | Tecnica    | Sigla | Misura mm |
| ---- | ---------------------------- | ------------------- | ---------- | ----- | --------- |
| 1924 | Porta Torre di Como          | Natale 1924         | Xilografia | X1    | 142x85    |
| 1925 | Cartiglio e vaso             | Natale 1925         | Xilografia | X1    | 140x93    |
| 1927 | Bamboccio                    | Annuncio di nascita | Xilografia | X1    | 99x67     |
| 1927 | Camino                       | Natale 1927         | Xilografia | X1    | 144x93    |
| 1929 | Fregio e albero              | Natale 1929         | Xilografia | X1    | 150x98    |
| 1930 | Angeli e calice              | Cresima             | Xilografia | X1    | 87x127    |
| 1930 | Angeli e bimbo su una nuvola | Natale 1930         | Xilografia | X1    | 140x97    |
| 1931 | Cartella e calice            | Cresima             | Xilografia | X1    | 132x94    |
| 1931 | Candelabri e calice          | Cresima             | Xilografia | X1    | 149x102   |
| 1931 | Angeli e bambino             | Natale 1931         | Xilografia | X1    | 142x98    |
| 1938 | Angelo e fiori               | (Edoarda)           | Cliché     | P     | 34x32     |

Di grafica libera si citano: La Pieve, Assisi - Basilica di San Francesco (mm 320x220), Il palazzo dei Consoli a Gubbio (mm 300x215). 